# Christopher Dawes
Pour les articles homonymes, voir Dawes.
 (juin 2014).
Si vous disposez d'ouvrages ou d'articles de référence ou si vous connaissez des sites web de qualité traitant du thème abordé ici, merci de compléter l'article en donnant les références utiles à sa vérifiabilité et en les liant à la section « Notes et références ».
Chris Dawes, alias « Simba », né le 31 mai 1974 à Kingston en Jamaïque, est un footballeur professionnel qui évoluait au poste de milieu de terrain.

## Carrière internationale
Membre de plus de 60 sélections avec la Jamaïque, il a disputé deux rencontres durant la coupe du monde de 1998 en France.

## Palmarès
- Champion de Jamaïque (2003) Hazard United
- Vainqueur de la Coupe de Jamaïque (2003) Hazard United
- Champion de Jamaïque (2005) Portmore United
- Vainqueur de la Coupe de Jamaïque (2005) Portmore United
- Finaliste de la Coupe de Jamaïque (2006) Portmore United